# 五所車菊太郎
五所車 菊太郎（ごしょぐるま きくたろう、1870年3月1日（明治3年1月29日） - 1925年4月3日）は、千葉県夷隅郡江場土村（現在のいすみ市）出身で宮城野部屋、勝ノ浦部屋に所属した力士。6代宮城野。世話人。本名は佐久間 菊太郎。最高位は東前頭8枚目。

## 経歴
京都相撲に在籍経験がある。1896年1月初土俵、1906年1月十両昇進。1907年1月には高見山酉之助らとともに入幕を果たした。この時37歳。しかし、在位はわずかに4場所で、現役晩年は番付が次第に下がり、最終的には三段目にまで陥落してしまい、1913年5月に引退して親方業に専念（すでに二枚鑑札だった）。1916年1月には廃業し、世話人に転じた。

## 成績
- 番付在位場所数31場所
- 幕内4場所7勝6敗4休3分預

### 場所別成績
| 1896年 （明治29年） | 西序ノ口13枚目 –                     | 東序二段32枚目 –             |
| 1897年 （明治30年） | 東三段目31枚目 –                     | 東三段目22枚目 –             |
| 1898年 （明治31年） | 東三段目22枚目 –                     | 西三段目14枚目 –             |
| 1899年 （明治32年） | 東幕下19枚目 –                       | 東幕下27枚目 –               |
| 1900年 （明治33年） | 番付非掲載 不出場                    | 番付非掲載 不出場            |
| 1901年 （明治34年） | 番付非掲載 不出場                    | 番付非掲載 不出場            |
| 1902年 （明治35年） | 番付非掲載 不出場                    | 西幕下7枚目 0–3 （対十両戦） |
| 1903年 （明治36年） | 東幕下14枚目 –                       | 東幕下6枚目 –                |
| 1904年 （明治37年） | 西幕下10枚目 0–1 1分1預 （対十両戦） | 西幕下20枚目 –               |
| 1905年 （明治38年） | 西幕下24枚目 –                       | 西幕下4枚目 2–0 （対十両戦） |
| 1906年 （明治39年） | 西十両9枚目 3–2 1分                  | 西十両5枚目 7–0 1分1預       |
| 1907年 （明治40年） | 東前頭11枚目 3–5–1 1預               | 東前頭8枚目 2–7–1            |
| 1908年 （明治41年） | 東前頭12枚目 2–6–1 1分               | 東前頭15枚目 0–8–1 1預       |
| 1909年 （明治42年） | 西十両6枚目 2–4 1分                  | 東幕下筆頭 2–3               |
| 1910年 （明治43年） | 東幕下11枚目 1–4                     | 東幕下26枚目 –               |
| 1911年 （明治44年） | 東幕下33枚目 –                       | 西幕下47枚目 –               |
| 1912年 （明治45年） | 東幕下48枚目 –                       | 東幕下45枚目 –               |
| 1913年 （大正2年） | 西幕下53枚目 –                       | 東三段目7枚目 引退 –         |
| 各欄の数字は、「勝ち-負け-休場」を示す。 優勝 引退 休場 十両 幕下 三賞：敢=敢闘賞、殊=殊勲賞、技=技能賞 その他：★=金星 番付階級：幕内 - 十両 - 幕下 - 三段目 - 序二段 - 序ノ口 幕内序列：横綱 - 大関 - 関脇 - 小結 - 前頭（「#数字」は各位内の序列） |                                      |                              |

- 幕下以下の地位は小島貞二コレクションの番付実物画像による。

## 改名
改名：御所車→五所車(1898年5月場所-)